# Теккерей-Ритчи, Анна Изабелла
Анна Изабелла Теккерей Ритчи (англ. Anne Isabella Thackeray Ritchie; 9 июня 1837[…], Лондон — 26 февраля 1919, Фрешвотер, Юго-Восточная Англия; в замужестве леди Ричмонд Ритчи) — английская писательница, романистка.

## Биография
Анна Изабелла Теккерей родилась 9 июня 1837 года в городе Лондоне в семье британского писателя-сатирика Уильяма Мейкписа Теккерея и его жены Изабеллы Гетен Криг Шоу (англ. Isabella Gethen Creagh Shawe). 

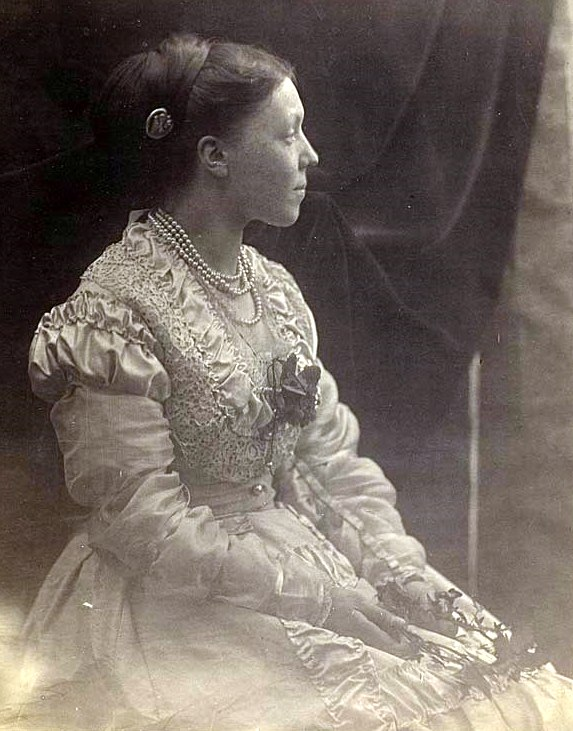
А. И. Теккерей Ритчи
(фото Д. М. Камерон (май 1870)

Всего в этом браке родились три дочери, одна из которых, Джейн, умерла не прожив и года; Гарриет Стивен, которую отец называл «балансиром семьи» тоже был отпущен недолгий век (1840–1875). Видимо смерть дочери сказалась на психическом здоровье жены и её пришлось изолировать, а У. М. Теккерей так и жил в обществе двух дочерей. Своё детство Анна Изабелла провела во Франции.
В 1877 году она вышла замуж за своего кузена Ричмонда Ричи, который был на 17 лет моложе её. У них было двое детей — мальчик и девочка. 
Она была сводной тетей Вирджинии Вулф, которая, после смерти Теккерей-Ритчи (26 февраля 1919 года) написала ей некролог в «Times Literary Supplement». Считается, что она также вдохновила персонажа миссис Хилбери в «Ночь и день» Вульфа, кроме того, ряд историков литературы считают, что именно её книга «История Елизаветы» сподвигла юную Роду Броутон попробовать свои силы на литературном поприще.

## Библиография

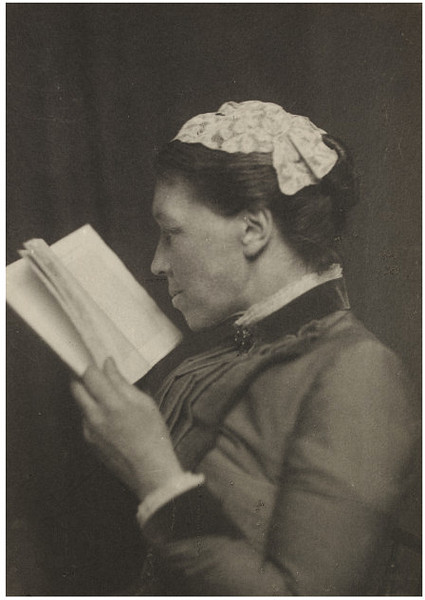
А. И. Теккерей-Ритчи (~1890)
(фото Фредерик Холлин)